# Gabe Carimi
Gabe Carimi (Lake Forest, 13 giugno 1988) è un ex giocatore di football americano statunitense che ha militato nel ruolo di offensive tackle nella National Football League. Fu scelto dai Chicago Bears come 29º assoluto del Draft NFL 2011. Al college ha giocato a football all'Università del Wisconsin.

## Carriera

### Chicago Bears
Carimi fu scelto dai Chicago Bears come 29º assoluto del Draft 2011. Il 29 luglio 2011, i Bears firmarono Carimi con un contratto quadriennale. Egli iniziò la sua stagione da rookie come tackle destro titolare dei Bears. Nella settimana 2 contro i New Orleans Saints, Carimi subì un infortunio al ginocchio. Egli fu messo in lista infortunati e rimase fuori dai campi di gioco per l'intera stagione.
Nel marzo 2012, una controversia sorse quando venne alla luce lo scandalo delle taglie dei New Orleans Saints, promosso dal coordinatore della difesa Gregg Williams e volto ad infortunare i giocatori avversari in cambio di bonus in denaro. Carimi ed il ricevitore Earl Bennett furono tra i giocatori dei Bears scelti come bersagli ed entrambi si infortunarono nella gara contro i Saints, così come il quarterback Jay Cutler, che fu colpito da un calcio alla gola.
Il 22 novembre 2012, Carimi perse il posto di tackle destro titolare venendo sostituito da Jonathan Scott. A causa degli infortuni di Lance Louis e Chris Spencer nella settimana 12 contro i Minnesota Vikings, Carimi giocò come guardia per la prima volta in carriera. La sua seconda stagione si concluse disputando tutte le 16 partite, 14 delle quali come titolare.

### Tampa Bay Buccaneers
Il 9 giugno 2013, Carimi fu scambiato con i Tampa Bay Buccaneers per una scelta del sesto giro del Draft NFL 2014. La sua stagione terminò con 14 presenze, di cui 3 come titolare. Il 10 febbraio 2014 fu svincolato.

### Atlanta Falcons
Il 17 febbraio 2014, Carimi firmò con gli Atlanta Falcons. Nell'unica stagione con la squadra disputò tutte le 16 partite, di cui 7 come titolare.